# Choiseul (St. Lucia)
Choiseul (ursprünglich: Anse Citron) ist der Hauptort des Quarters (Distrikt) Choiseul im Süden des kleinen Inselstaates St. Lucia. Der Ort wurde als Anse Citron gegründet, 1765 als Pfarrei konstituiert und später nach Herzog Étienne-François de Choiseul benannt.

## Geographie
Der Ort verfügt nur über eine einzige nennenswerte Straße, die von Nordwesten von Soufrière her kommt und die beiden Pitons passiert. Die Straße verläuft dann entlang der Küste und führt weiter nach Osten nach Laborie. Der Schwerpunkt der Siedlung liegt im Mündungsgebiet des River Dorée im Südosten des Ortes.

## Geschichte
1769 verzeichnete eine Volkszählung 75 „whites“, 25 „free coloured“, 512 „negroes“ und 69 Gebäude in Choiseul.
1864 wurde eine Anglikanische Kirche am River Dorée errichtet und die erste Schule wurde 1848 gegründet. Das Gebiet wurde hauptsächlich von englischen Plantagenbesitzern bewirtschaftet. Am Ende des 19. Jahrhunderts war die Bevölkerung auf ca. 4000 Personen angewachsen.
Pierre Prudent René Roger, ein französischer Priester, errichtete am Ende des 19. Jahrhunderts eine katholische Kirche, die 1914 geweiht wurde.

## Wirtschaft
In Choiseul werden vor allem Haushaltswaren für den Bedarf der Insel hergestellt, zum Beispiel Grasmatten, Stühle, Kohle-Stövchen und Körbe.